# Daniel Grigori
Daniel Grigori es el protagonista masculino de la saga Oscuros creada por la escritora Lauren Kate. Daniel es un ángel caído, nacido y creado por el Trono (Dios) para hacer un arcángel y estar postrado al lado de él en los 7 asientos celestiales. Daniel es inmortal y se desconoce su edad, a lo largo de la historia se dice que tiene la apariencia de un chico de 17 años.
En la adaptación cinematográfica de la saga, el personaje es interpretado por el actor Jeremy Irvine. El 9 de septiembre de 2022 se anunció la serie de televisión de Fallen (Oscuros) donde el papel de Daniel Grigori paso ahora para el actor neerlandés Gijs Blom.
Daniel es enviado a Espada y Cruz por haber robado un carrito de supermercado, por lo cual es matriculado en el reformatorio. Al principio de Oscuros, Daniel muestra un comportamiento bastante frío, cruel y de indiferencia hacia Luce, lo hace para mantenerla a salvo por la maldición que los rodea.

## Biografía
Daniel fue el sexto arcángel en el Cielo, conocido como el ángel de las almas perdidas.
Daniel había encontrado a Lucinda llorando en el prado del cielo y le preguntó por qué estaba triste, Daniel nunca había visto llorar a alguien, y ver a este ángel con las emociones desbordadas era algo nuevo para él. Lucinda le había explicado todo lo sucedido entre ella y Lucifer, explicándole lo que era el amor, él le dijo que el amor de Lucifer no se escuchaba tan hermoso, y que si ella fuera de él, él le daría todo su amor, nunca la eclipsaría con sus deseos como Lucifer lo había hecho. Entonces, Lucinda y Daniel se besaron. Aunque Lucinda había llegado a él a través de él, Daniel nunca había sentido el amor, pero después de su beso, el cayó en el amor de Lucinda.
Después de su beso, en el Cielo empezó a haber desestabilidad por culpa de Lucifer, tanto él como el Trono comenzaron una guerra y dividir al Cielo, lo que produjo un “Pase de lista”, para que los ángeles eligieran de qué lado lucharían. Daniel había sido forzado a elegir entre el Cielo o el Infierno, en el “Pase de lista”, antes de elegir algunos de los dos lados, Daniel llamó a la guerra como un acto tonto entre los dos lados, al final de sus palabras dijo que elegía el amor, él eligió a Lucinda. Lucinda, la segunda arcángel, en ese momento se puso de pie y se postró al lado de Daniel, tomando su mano, manifestando su amor del uno al otro, esto hizo tanto enojar al Trono y a Lucifer, que una maldición se fijó en los dos, para que nunca estuvieran juntos.
La maldición se forjó y se decretó que Lucinda moriría antes de llegar a la edad adulta después de su destierro en la Tierra, en ese momento en el que se acordaba la elección de la maldición, Daniel pidió una oportunidad al Trono, y esta era hacer una laguna de recuerdos a pesar de la condición de que Lucinda moriría, el Trono concedió dicha petición, esto hizo molestar a Lucifer, luego de la petición de Daniel la caída de los ángeles comenzó, separando a Daniel y a Lucinda.
Daniel ha soportado siete mil años de muerte y reencarnación de Lucinda hasta la llegada de la vida en Oscuros. Las vidas de los ángeles hasta ese momento eran de millones de vidas pasadas, alas diferentes y actitudes moldeadas.

## Nombre
Daniel significa "Dios es mi juez". El apellido de Daniel, “Grigori”, no tiene ningún significado, excepto que el apellido se menciona en un libro narrado en la historia como 'Los vigilantes’, Daniel a lo largo de su vida inmortal en la tierra, se dedicó a investigar y crear un libro acerca de este grupo de ángeles caídos. En la biblia se habla del El clan Grigori, un grupo de ángeles desterrados del cielo por desear a las mujeres mortales de la Tierra.

## Apariencia
Daniel tiene una buena estructuración y buenos rasgos faciales perfectos. Él tiene el cabello rubio y ojos grises con motas violetas, a menudo se tornan del todo violeta cuando Luce está cerca o incluso cuando siente su presencia. También se describe que sus ojos cambian de color cuando Luce lo podría necesitar, un poco más de lo habitual sin saberlo. Daniel también ha conservado muchos diferentes tonos de cabello y bronceados más oscuros a través de las vidas de Luce, pero lo más común era un bronceado dorado y su cabello rubio. Sus alas son altas y estrechas, estas producen una iluminación o brillo cuando las despliega, tiemblan o se tensan cuando siente miedo o se enoja, son lisas, perfectamente delineadas, delicadas y fuertes a la vez, tienen una textura rígida y suave, según la descripción de Luce, son de color blanco plateado.

## Personalidad
El personaje de Daniel parece ser extremadamente enigmático durante el primer libro en Oscuros y tan pronto como Luce pone los ojos en él, él queda intrigado. Misterioso y distante, convirtiéndose en calor a frío en cuestión de segundos, Daniel Grigori es alguien que Luce nunca antes había conocido. A través de la serie de libros, Daniel aprende a ser más cuidadoso, protector, muy apasionado y con un fuerte amor hacia las artes. Daniel, a pesar de ser descrito en los libros como un "pez gordo", no es el típico chico que quiere ser el centro de atención y tiene una personalidad dulce y muy fácil de llevar. A menudo se encuentra haciendo lo indecible para Luce. Daniel también demuestra su amor por Luce en cada vida, lo que les permite caer en el amor en lugar de tomar ventaja de la maldición, sabiendo que esto podría terminar en muerte.
Sin embargo, hay momentos en los que Daniel sufre de depresión y soledad a menudo, sobre todo cuando Luce muere y él se queda solo. Esto se muestra claramente a través de La trampa del amor y Angels in the darks.

## Oscuros
Artículo principal: Oscuros (novela)
Cuando Luce conoce a Daniel por “primera vez” en el 2009, él demuestran una actitud fría y distante, en los primeros días Luce se siente atraída hacia él, entonces Luce empieza a investigar sobre Daniel. Daniel poco a poco empieza a dejar su actitud fría, y se acerca más a Luce, siendo muy protector y mirándola como si la conociera de hace tiempo.
Daniel parece ser amigo de Arriane Alter, Roland Sparks, y Gabbe. A lo largo del libro Daniel se acerca más a Luce y se vuelve más protector a medida que avanzan la historia. Daniel empieza a tener roces con Cam, ya que Cam pretende a Luce, pero Cam no logra su cometido; los días pasan en el reformatorio y Daniel en cada momento intenta mantenerse alejado de Luce, pero sus acercamientos son cada vez más frecuentes y resulta ser muy difícil para él mantenerse alejado de ella. En Espada y Cruz tiene un "lugar secreto", un lago cerca de la escuela, Daniel lleva a Luce en una ocasión donde nadan y casi se besan. Un acontecimiento en la escuela pone en peligro a Luce y a su compañero Todd, la biblioteca se incendia, por lo que Daniel con su instinto salva a Luce del incendio, cuando Luce es internada en el hospital por sus lesiones en el incendio Daniel le da unas peonias, el símbolo de su amor. Cam y Daniel más tarde tienen una pelea por Luce en la biblioteca, se desconoce cuál fue la causa pero puede ser a los celos incontrolados de Daniel.
Cuando Daniel se entera de que Cam citó a Luce fuera de la escuela para ir a un bar, él se dirige inmediatamente hacia dicha cita. Cuando llega al bar Luce se va con él después de un altercado de Cam con algunos hombres ebrios, cuando se va con Daniel, él la lleva a una playa, donde se besan, Daniel se sorprende al ver que Luce no ha muerto, ya que esto sucede cuando se besan, en cada vida y en cada siglo. Después de esto Luce se siente confundida, ya que Daniel empezó a murmurar alrededor de ella.
Después de volver a Espada y Cruz, Cam cita de nuevo a Luce en el cementerio del reformatorio haciendo pasar la nota de invitación por Daniel, ya en el cementerio son encontrados por Daniel y Gabbe, después Daniel se lleva a Luce dejando a Cam con Gabbe, Gabbe por su parte le da una golpiza. Daniel lleva a Luce a un campo a un árbol de melocotón, ahí Daniel le cuenta a Luce su historia, de sus reencarnaciones, y cómo ha muerto desde hace miles de años y que es inmortal. Después de la plática Luce lo deja solo, pero más tarde lo encuentra de nuevo en el cementerio, y le dice que sabe que es un ángel; Daniel se sorprende, pero no lo niega porque sabe que ella está en lo cierto. Una batalla surge en la escuela con Cam, entonces Daniel, Gabbe y Arriane se enfrentan a él, Daniel le pide a Luce que salga fuera de la batalla con Ms.Sophia y Penn mientras combaten con Cam y su ejército de sombras (anunciadoras). 
Cuando la batalla termina, no hay ningún vencedor, Daniel se va en busca de Luce pero en el trayecto se encuentra con el cuerpo de Penn, inmediatamente agiliza su paso para buscar a Luce, la encuentra inmovilizada en un altar bocarriba debajo de un cuchillo por Ms.Sophia, entonces por primera vez Daniel extiende sus alas para salvar a Luce; Luce le cuenta lo que pasó con Penn y él le promete que sepultará el cuerpo.
La tranquilidad llega al día siguiente y Daniel le informa a Luce que la mandara a un lugar seguro, antes de despedirse se dan un apasionante beso y promete que volverá por ella.
Al final de Oscuros, Daniel y Cam acuerdan una tregua que durará por dieciocho días.

## El poder de las sombras
Artículo principal: El poder de las sombras
En el comienzo de El poder de las sombras, Cam y Daniel están por terminar la limpieza de los enemigos que quieren cazar a Luce, en un muelle donde están a punto de deshacerse de un cadáver Daniel negocia una “Flecha estelar” (Armas mortales celestiales que pueden matar a los ángeles) que encontró en la arena, se la da a Cam a cambio de mantener a Luce a salvo en la escuela de los Nephilims, llamada realmente como La escuela de la Costa.
Daniel en el primer capítulo va al aeropuerto por Luce, él se describe con pantalones vaqueros y una camisa roja. Luce y Daniel se reencuentran y comparten besos y risas antes de ir a un coche, un Alfa Romeo, al parecer éste era el coche favorito de Luce y fue de ella durante una vida pasada. Daniel le muestra un regalo especial donde se pueden encoger algunos artículos, esto deja asombrada a Luce. Durante su viaje en coche rumbo a la Escuela de la Costa, Daniel le dice a Luce el plan que tiene con Cam y le explica que no va a estar con ella durante unas pocas semanas o días, ante esto Luce se molesta y lo ignora durante todo el trayecto hacia la Escuela de la Costa, después de minutos de silencio Daniel le muestra a Luce una casa a la orilla de la playa y le cuenta que ahí vivió en una vida pasada. Daniel y Luce vuelan por la orilla de la costa antes de partir de nuevo hacia la nueva escuela de Luce. Daniel no es mencionado en varios capítulos, por el hecho de estar cazando a los enemigos de Luce, pero él siempre encuentra la manera de verla a escondidas pero sus encuentros siempre terminan en discusiones. Durante una visita, Daniel encuentra a Luce y a Miles Fisher dándose un beso.
A Daniel no se le vuelve a ver hasta el día de acción de gracias, donde aparece con Cam y Callie. Luce y Daniel se disculpan mutuamente, pero ahora tiene un resentimiento contra Miles. Una guerra entre Desterrados y Ángeles empieza en el patio trasero de la casa de Luce, haciendo que Luce se sacrifique y se “entrega” a los Desterrados, pero Cam la mata con la “Flecha estelar” que le dio Daniel en el comienzo del libro, Daniel cree que Luce murió, sabiendo que no volverá a reencarnar si ella muere en esta vida, Daniel intenta débilmente golpear a Cam antes de saber lo que pasó, en segundos Daniel ve a Lucinda a atravesar el patio, Cam había matado un reflejo que Miles había hecho con su habilidad de Nephilim para darle tiempo a Luce en un plan que había ideado en ese momento. A partir de aquí el reloj empieza a correr para Daniel y Luce, una Anunciadora se hace presente, invocada por Luce, Daniel ve cómo entra Luce en ella e ignora su petición de que no la siguiera, después él de igual manera la sigue.

## La trampa del amor
Artículo principal: La trampa del amor
En La trampa del amor, Daniel se encuentra persiguiendo a Luce a lo largo de sus vidas pasadas, pero siempre llegaba tarde. Él se encuentra a sí mismo en el tiempo donde obtiene consejos y estímulos para encontrar más rápido a Luce. Por accidente, Daniel queda unido a sí mismo con su pasado, otra alma se encuentra dentro del cuerpo actual de Daniel, esto hace pedirle a Miles que lo ayude a separar su alma de su yo del pasado, pero tiene que ser con una “Flecha estelar”, con mucho cuidado Miles comienza a cortar el alma de Daniel y empieza a separar las dos almas.
Al final de la novela, Daniel se da cuenta de que él ha puesto lagunas a través de la maldición; en su transcurso por el tiempo es llevado por un Querubín hacia su vida en el cielo donde se da cuenta de que él le solicitó al Trono una petición, la cual era hacer una laguna de recuerdos, a la que el Trono accedió. Al término de la novela Daniel y Luce se reencuentran, donde se da cuenta de que Luce fue engañada por Lucifer en todo su recorrido a través del tiempo, también descubren que Lucifer quiere borrar el pasado, esto hace unir a los ángeles y a los demonios para detenerlo e impedir que no destruya el tiempo.

## La primera maldición
Artículo principal: La primera maldición
En La primera maldición, Daniel va en una búsqueda con Luce y los demás ángeles caídos a buscar las tres reliquias sagradas que ayudarán a detener a Lucifer de llevar a cabo sus planes de borrar el pasado. A lo largo de este trayecto, se enfrentan a muchas batallas que incluían a los “Desterrados” (pero después se convierten en aliados en su búsqueda). En el transcurso de la historia Daniel y Luce empiezan a tener más contacto entre los dos, pero no hay tiempo para el amor, ambos están buscando arduamente una de las reliquias en Italia, para que los planes de Lucifer no se realicen. El reloj que comenzó a finales de El poder de las sombras esta por terminar su tiempo, y Daniel y Luce lo saben.
Las preguntas y dudas están por salir, los sacrificios se harán en nombre del amor y el futuro de la tierra; los nombres de los aliados y traidores saldrán a flote y Daniel aprenderá a tener más confianza en las personas que traten de salvar a Luce, sean del lado que sea.
En la historia se descubre que el Ángel único que puede inclinar la balanza es Luce, ya que ella tiene el poder de elegir y encabezar una guerra que va más allá de proporciones globasticas y celestiales, la decisión que Luce tome será la que verdaderamente importe. Después se descubre que Luce era en realidad el amor de Lucifer y que ambos habían sido hechos para estar juntos, pero al final fue Daniel quien ganó el amor eterno de Luce.
En la conclusión, Daniel y Lucinda volvieron a nacer como seres humanos y se les dio una segunda oportunidad a su amor, pero la pérdida de todos sus recuerdos también era una de las condiciones del Trono para volverlos humanos y la prohibición de sus viejos amigos de buscarlos. Daniel y Luce se vuelven a encontrar, esta vez en la universidad, ambos con 18 años, rompiendo así la maldición de más de siete mil años, entonces se vuelven a enamorar, pero esta vez por última vez.

## Vidas pasadas de Daniel

### Vidas mencionadas en La trampa del amor
- Daniel - Nombre en el cielo.
- Donkor - Nombre en Memphis, Egipto, Peret aproximadamente 3100 a. C.
- Dee - Nombre de Yin, China, dinastía Qing Ming aproximadamente en abril de 1046 a. C.
- Dani - Jerusalén, Israel, en abril de 1000 a. C.
- Desconocido / Daniel - Chichen Itza, mesoamericano, maya aproximadamente desde diciembre 55 a. C.
- Daniel - centro de Groenlandia, invierno de 1100 a. C.
- Daniel - Londres, Inglaterra, 1613
- Daniel - Versalles, Francia, 1723
- Desconocido / Daniel - Lhasa, Tíbet, 1740
- Desconocido / Daniel - Prusia, 1758
- Desconocido / Daniel - Tahití 1775
- Daniel - Helston, Inglaterra 1854
- Daniel - Milán, Italia, 1918
- Daniil - Moscú, Rusia, 1941
- Daniel - Oscuros hasta La primera maldición en 2009
- Daniel – “Universidad de Emerald”, con 18 años, después de que termina La primera maldición (epílogo).